# József Mészáros
József Mészáros (Pesterzsébet, 16 gennaio 1923 – 21 aprile 1997) è stato un allenatore di calcio e calciatore ungherese, di ruolo attaccante.

## Carriera

### Nazionale
Il 6 giugno del 1948 debutta in Nazionale contro la Romania, sfida vinta 9-0 durante la quale mette a segno due reti.

### Allenatore
Dopo aver concluso la carriera da giocatore (attaccante di Kispest e Ferencvaros, vinse un campionato ungherese nel 1949), inizia quella da manager. Allena il Beşiktaş, in Turchia, vincendo il primo campionato turco nel 1957. In seguito allena la Nazionale dell'Iran prima di tornare in patria, nel 1961, al Ferencvaros: vince il campionato nel 1963 e nel 1964.
Nella stagione 1964-1965 il club ungherese è impegnato nella Coppa delle Fiere: gli ungheresi superano Spartak ZJS Brno, Wiener SK, Roma, Athletic Bilbao e Manchester Utd, andando in tre occasioni a giocarsi lo spareggio e vincendo tutte le sfide, accedendo alla finale contro la Juventus. Il match è deciso da un colpo di testa di Máté Fenyvesi al 74' e vede il Ferencvaros alzare il trofeo dopo aver vinto 1-0 contro il club italiano: è il primo titolo continentale per una squadra dell'Europa orientale e il primo e unico di una squadra ungherese.
Successivamente allena anche Gyori ETO e Honved.

## Palmarès

### Giocatore

#### Competizioni nazionali
- Campionato ungherese: 1

Ferencvaros: 1948-1949

### Allenatore

#### Competizioni nazionali
- Campionato turco: 1

Beşiktaş: 1957
- Campionato ungherese: 2

Ferencvaros: 1962-1963, 1964

#### Competizioni internazionali
- Coppa delle Fiere: 1

Ferencvaros: 1964-1965